# Áras an Uachtaráin
Áras an Uachtaráin (Irsk udtale: [ˈaːɾˠəsˠ ənˠ ˈuəxt̪ˠəɾˠaːnʲ] ( lyt); "Præsidentens Residens"), tidligere Viceregal Lodge, er embedsbolig og primære arbejdssted for Irlands præsident. Det ligger ved Chesterfield Avenue i Phoenix Park i Dublin.
Bygningen design blev tilskrevet amatørarkitekt Nathaniel Clements, men de ter sandsynligt, at det blev hjulpet på vej af profesionelle (John Wood of Bath, Sir Edward Lovett Pearce og Richard Cassels) og det stod færdigt omkring 1751-1757.